# Michail Ryzjak
Michail Michajlovitj Ryzjak (ryska: Михаил Михайлович Рыжак; ukrainska: Михайло Михайлович Рижак, Michajlo Michajlovytj Ryzjak), född 10 mars 1927 i Charkov, Ukrainska SSR, Sovjetunionen, död 2003 i Moskva, Ryssland, var en sovjetisk vattenpolomålvakt. Han tog OS-brons 1956 med Sovjetunionens landslag.
Ryzjak spelade en match i den olympiska vattenpoloturneringen i Melbourne.